# Drag Race Thailand (terza edizione)
La terza edizione di Drag Race Thailand è in onda in Thailandia dal 16 ottobre 2024 sulla piattaforma streaming WOW Presents Plus.
Il 18 settembre 2024 sono state annunciate le undici concorrenti, provenienti da diverse parti della Thailandi, in competizione per ottenere il titolo di Thailand's Next Drag Superstar.

## Concorrenti
Le undici concorrenti che prendono parte al reality show sono:
| Concorrente       | Vero nome              | Età | Città                              | Posizionamento |
| ----------------- | ---------------------- | --- | ---------------------------------- | -------------- |
| Frankie Wonga     | Wongbaworn Pansuwan    | 30  | Bangkok – Thailandia Centrale      | Vincitrice     |
| Zepee             | Onutcha Chaichin       | 29  | Phrae – Thailandia del Nord        | 2º posto       |
| Gawdland          | Petch Nong Daimon      | 22  | Chiang Mai – Thailandia del Nord   | 3º/4º posto    |
| Spicy Sunshine    | Putiratch Thongpu      | 30  | Bangkok – Thailandia Centrale      | 3º/4º posto    |
| Nane Sphera       | Bon Piya Khampuang     | 33  | Chiang Mai – Thailandia del Nord   | 5º posto       |
| Gigi Ferocious    | Yutthapichai Delion    | 28  | Bangkok – Thailandia Centrale      | 6º posto       |
| Siam Phusri       | Sarawut Chuchote       | 34  | San Francisco – Stati Uniti        | 7º posto       |
| Benze Diva        | Benz Thanakorn Meelom  | 42  | Samut Prakan – Thailandia Centrale | 8º posto       |
| Shortgun          | Atigun Sangsrijun      | 22  | Chiang Mai – Thailandia del Nord   | 9º posto       |
| Kara Might        | Pisit Supathanapan     | 27  | Ratchaburi – Thailandia Centrale   | 10º posto      |
| Srirasha Hotsauce | Intouch Jirawattanakul | 27  | Bangkok – Thailandia Centrale      | 11º posto      |

## Tabella eliminazioni
| 1  | Frankie  | Nane     | Zepee    | Zepee    | Spicy    | Gawdland | Frankie  | Gawdland | Frankie  | Frankie  |  |  |  |  |  |  |
| 2  | Kara     | Benze    | Benze    | Frankie  | Gawdland | Nane     | Spicy    | Frankie  | Gawdland | Zepee    |  |  |  |  |  |  |
| 3  | Spicy    | Zepee    | Gigi     | Siam     | Frankie  | Zepee    | Zepee    | Zepee    | Spicy    | Gawdland |  |  |  |  |  |  |
| 4  | Zepee    | Gigi     | Nane     | Gigi     | Nane     | Frankie  | Gawdland | Spicy    | Zepee    | Spicy    |  |  |  |  |  |  |
| 5  | Benze    | Frankie  | Siam     | Spicy    | Zepee    | Spicy    | Nane     | Nane     |          |          |  |  |  |  |  |  |
| 6  | Gawdland | Kara     | Frankie  | Gawdland | Siam     | Gigi     | Gigi     |          |          |          |  |  |  |  |  |  |
| 7  | Gigi     | Siam     | Gawdland | Nane     | Gigi     | Siam     |          |          |          |          |  |  |  |  |  |  |
| 8  | Nane     | Shortgun | Shortgun | Benze    | Benze    |          |          |          |          |          |  |  |  |  |  |  |
| 9  | Siam     | Gawdland | Spicy    | Shortgun |          |          |          |          |          |          |  |  |  |  |  |  |
| 10 | Shortgun | Spicy    | Kara     |          |          |          |          |          |          |          |  |  |  |  |  |  |
| 11 | Srirasha | Srirasha |          |          |          |          |          |          |          |          |  |  |  |  |  |  |

Legenda:
     La concorrente ha vinto la gara
     La concorrente è arrivata in finale ma non ha vinto la gara
     La concorrente ha vinto la puntata
     La concorrente figura tra le prime ma non ha vinto la puntata
     La concorrente è salva e accede alla puntata successiva (l'ordine di chiamata è casuale)
     La concorrente figura tra le ultime ma non ed è a rischio eliminazione
     La concorrente figura tra le ultime due ed è a rischio eliminazione
     La concorrente è stata eliminata

## Giudici
- Pangina Heals
- Art Arya
- Gus Setthachai
- Metinee Kingpayome
- Niti Chaichitathorn

## Giudici ospiti
- Rhatha Phongam
- Maria Poonlertlarp
- Badmixy
- Paolo Ballesteros

## Special guest
- Surachain Saengsuwan

## Riassunto episodi

### Episodio 1 –Thai Tea is Back Back Back Again
Il primo episodio della terza edizione thailandese si apre con le concorrenti che entrano nell'atelier. La prima a entrare è Srirasha Hotsauce, l'ultima è Gigi Ferocious. Pangina Heals fa il suo ingresso annunciando l'inizio di una nuova edizione e dando il benvenuto alle concorrenti.
- La mini sfida: le concorrenti prendono parte ad un servizio fotografico a tema tè thailandese, dove devono posare all'interno di un bicchiere gigante pieno di tè. La vincitrice della mini sfida è Spicy Sunshine.
- La sfida principale: le concorrenti prendono parte al Talent Show Phenomenon, ovvero una gara di talenti, esibendosi davanti ai giudici. Il giorno successivo, le concorrenti vengono raggiunte da Rhatha Phongam, che spende tempo con loro per augurarle buona fortuna per la loro prima sfida. Le concorrenti decidono di esibirsi nelle seguenti categorie:

| Concorrente       | Talento dell'esibizione |
| ----------------- | ----------------------- |
| Nane Sphera       | Canto e ballo           |
| Srirasha Hotsauce | Danza del ventre        |
| Gawdland          | Lip sync                |
| Benze Diva        | Danza apsara            |
| Frankie Wonga     | Sketch comico           |
| Siam Phusri       | Sketch comico           |
| Shortgun          | Sketch comico           |
| Spicy Sunshine    | Canto e ballo           |
| Kara Might        | Sketch comico           |
| Gigi Ferocious    | Ballo                   |
| Zepee             | Canto e ballo           |

Giudice ospite della puntata è Rhatha Phongam. Il tema della sfilata è World Wild Wet, dove le concorrenti devono sfoggiare un abito che crei l'illusione di essere bagnato. Pangina dichiara Zepee, Benze, Gawdland, Gigi e Nane salve e lascia le altre concorrenti sul palco per le critiche. Shortgun e Srirasha Hotsauce sono le peggiori, mentre Frankie Wonga è la migliore della puntata.
- L'eliminazione: Shortgun e Srirasha Hotsauce vengono chiamate ad esibirsi con la canzone ผีเสื้อราตรี (Phiseux ratri) delle 2002 Ratree. Dopo un'esibizione fantastica da parte di entrambe, Pangina Heals decide di non voler fare eliminazioni per festeggiare la prima puntata: sia Shortgun sia Srirasha Hotsauce sono pertanto salve.